# Philadelphia 76ers 1981-1982
La stagione 1981-82 dei Philadelphia 76ers fu la 33ª nella NBA per la franchigia.
I Philadelphia 76ers arrivarono secondi nella Atlantic Division della Eastern Conference con un record di 58-24. Nei play-off vinsero il primo turno con gli Atlanta Hawks (2-0), la semifinale di conference con i Milwaukee Bucks (4-2), la finale di conference con i Boston Celtics (4-3), perdendo poi la finale NBA con i Los Angeles Lakers (4-2).

## Eastern Conference
| Squadra            | V  | P  | %    | GB |
| ------------------ | -- | -- | ---- | -- |
| Boston Celtics     | 63 | 19 | 76,8 | -  |
| Philadelphia 76ers | 58 | 24 | 70,7 | 5  |
| N.J. Nets          | 44 | 38 | 53,7 | 19 |
| Washington Bullets | 43 | 39 | 52,4 | 20 |
| N.Y. Knicks        | 33 | 49 | 40,2 | 30 |

## Roster
| \| Pos. \| Num. \| Naz. \| Nome \| Altezza \| Peso \| Data nascita \| Provenienza \| \| ---- \| ---- \| ---- \| ----------------- \| ------- \| ------ \| ------------ \| --------------------------- \| \| A/C \| 42 \| \| Bantom, Mike \| 206 cm \| 91 kg \| 03-12-1951 \| Saint Joseph's \| \| G \| 10 \| \| Cheeks, Maurice \| 185 cm \| 82 kg \| 08-09-1956 \| West Texas A&M \| \| G/AP \| 20 \| \| Collins, Doug \| 198 cm \| 82 kg \| 28-07-1951 \| Illinois State \| \| A/C \| 25 \| \| Cureton, Earl \| 206 cm \| 95 kg \| 03-09-1957 \| Detroit-Mercy \| \| C \| 53 \| \| Dawkins, Darryl \| 211 cm \| 114 kg \| 11-01-1957 \| Evans High School (Florida) \| \| G \| 14 \| \| Edwards, Franklin \| 185 cm \| 77 kg \| 02-02-1959 \| Cleveland State \| \| G/AP \| 6 \| \| Erving, Julius \| 198 cm \| 91 kg \| 22-02-1950 \| Massachusetts \| \| G \| 9 \| \| Hollins, Lionel \| 191 cm \| 84 kg \| 19-10-1953 \| Arizona State \| \| A \| 18 \| \| Johnson, Ollie \| 198 cm \| 91 kg \| 11-05-1949 \| Temple \| \| A/C \| 11 \| \| Jones, Caldwell \| 211 cm \| 98 kg \| 04-08-1950 \| Albany State (GA) \| \| A \| 24 \| \| Jones, Bobby \| 206 cm \| 95 kg \| 18-12-1951 \| North Carolina \| \| A \| 23 \| \| Mix, Steve \| 201 cm \| 98 kg \| 30-12-1947 \| Toledo \| \| G \| 4 \| \| Richardson, Clint \| 191 cm \| 88 kg \| 07-08-1956 \| Seattle \| \| G \| 22 \| \| Toney, Andrew \| 191 cm \| 81 kg \| 23-11-1957 \| Louisiana \| | Allenatore - Billy Cunningham Assistente/i - Jack McMahon (Vice) - Al Domenico (Preparatore atletico) Legenda - (C) Capitano - (FA) Free agent - (S) Sospeso - (TW) Contratto Two-way - (GL) Assegnato a squadra G League affiliata - Infortunato Roster • Transazioni · Ultima transazione: 29 giugno 1982 |                        |                   |         |        |              |                             |
| Pos. | Num. | Naz.                   | Nome              | Altezza | Peso   | Data nascita | Provenienza                 |
| A/C | 42 | Stati Uniti (bandiera) | Bantom, Mike      | 206 cm  | 91 kg  | 03-12-1951   | Saint Joseph's              |
| G | 10 | Stati Uniti (bandiera) | Cheeks, Maurice   | 185 cm  | 82 kg  | 08-09-1956   | West Texas A&M              |
| G/AP | 20 | Stati Uniti (bandiera) | Collins, Doug     | 198 cm  | 82 kg  | 28-07-1951   | Illinois State              |
| A/C | 25 | Stati Uniti (bandiera) | Cureton, Earl     | 206 cm  | 95 kg  | 03-09-1957   | Detroit-Mercy               |
| C | 53 | Stati Uniti (bandiera) | Dawkins, Darryl   | 211 cm  | 114 kg | 11-01-1957   | Evans High School (Florida) |
| G | 14 | Stati Uniti (bandiera) | Edwards, Franklin | 185 cm  | 77 kg  | 02-02-1959   | Cleveland State             |
| G/AP | 6 | Stati Uniti (bandiera) | Erving, Julius    | 198 cm  | 91 kg  | 22-02-1950   | Massachusetts               |
| G | 9 | Stati Uniti (bandiera) | Hollins, Lionel   | 191 cm  | 84 kg  | 19-10-1953   | Arizona State               |
| A | 18 | Stati Uniti (bandiera) | Johnson, Ollie    | 198 cm  | 91 kg  | 11-05-1949   | Temple                      |
| A/C | 11 | Stati Uniti (bandiera) | Jones, Caldwell   | 211 cm  | 98 kg  | 04-08-1950   | Albany State (GA)           |
| A | 24 | Stati Uniti (bandiera) | Jones, Bobby      | 206 cm  | 95 kg  | 18-12-1951   | North Carolina              |
| A | 23 | Stati Uniti (bandiera) | Mix, Steve        | 201 cm  | 98 kg  | 30-12-1947   | Toledo                      |
| G | 4 | Stati Uniti (bandiera) | Richardson, Clint | 191 cm  | 88 kg  | 07-08-1956   | Seattle                     |
| G | 22 | Stati Uniti (bandiera) | Toney, Andrew     | 191 cm  | 81 kg  | 23-11-1957   | Louisiana                   |